# Amanda Röntgen-Maier
Amanda Röntgen-Maier (19 de febrero de 1853-15 de julio de 1894) fue una violinista y compositora sueca. Fue la primera mujer licenciada en dirección musical del Real Conservatorio de Música en Estocolmo en el año 1872.

## Biografía
Amanda Maier nació en un hogar musical en Landskrona y pronto se descubrió su talento musical. Sus primeras lecciones en el violín y el piano la recibió de su padre. A la edad de dieciséis años, Maier comenzó a estudiar en el Real Conservatorio en Estocolmo, donde estudió violín, órgano, piano, violonchelo, composición y armonía.
Maier ofreció conciertos como solista de violín en Suecia y en el extranjero. Continuó sus estudios de composición en el conservatorio con los profesores Reineke y Richter en Leipzig y de violín con Engelbert Röntgen, concertino de la Orquesta de la Gewandhaus en la misma ciudad. Durante este tiempo compuso una sonata para violín, un trío de piano y un violín de concierto para orquesta. Su concierto para violín fue estrenado en 1875 con Maier como solista y recibió buenas críticas.
En Leipzig conoció al pianista y compositor holandés-alemán Julius Röntgen (1855-1932),  hijo de su profesor de violín. La pareja se casó en el año 1880 en Landskrona y se trasladó a Ámsterdam. El matrimonio supuso el fin de las apariciones públicas de Amanda, pero ella continuó componiendo, y la pareja organizó veladas musicales y conciertos interpretando obras de Rubinstein, Joachim y Brahms.
En 1881, nació su primer hijo Julius Jr. y en 1886 le siguió un segundo hijo, Engelbert (violonchelista). En 1887 Röntgen-Maier enfermó de tuberculosis. Durante su enfermedad, la pareja se alojó en Niza y Davos. Su última gran obra fue el cuarteto con piano en mi menor, en un viaje a Noruega en 1891. Murió en 1894 en Ámsterdam,  Países Bajos.
La casa discográfica dB Productions ha editado dos de tres álbumes en una serie de obras completas Amanda Maier.

## Obras
- Sonata en si menor para violín y piano (Musikaliska Konstföreningen, Estocolmo, 1878)
- Seis piezas para piano y violín (Breitkopf & Hartel, Leipzig, 1879)
- Diálogos: Pequeñas piezas para piano (con Julio Röntgen, editor: Breitkopf & Hartel, Leipzig, 1882)